# Jorge Garbajosa
Jorge "Garbo" Garbajosa, född 19 december 1977 i Madrid, Spanien, är en spansk idrottare som tog OS-silver i basket 2008 i Peking. Detta var Spaniens andra medalj i herrbasket i olympiska sommarspelen. Garbo spelade även för Spanien i olympiska sommarspelen 2000 och 2004. För närvarande spelar han för Unicaja Málaga. 